# Pavilion (Nueva York)
Pavilion es un pueblo ubicado en el condado de Genesee, Nueva York, Estados Unidos. Según el censo de 2020, tiene una población de 2.290 habitantes.

## Geografía
La localidad está ubicada en las coordenadas 42°54′26″N 78°0′41″O / 42.90722, -78.01139 (42.907121, -78.011511).

## Demografía
Según la Oficina del Censo en 2000 los ingresos medios por hogar en la localidad eran de $48,837, y los ingresos medios por familia eran $51,750. Los hombres tenían unos ingresos medios de $31,074 frente a los $25,125 para las mujeres. La renta per cápita para la localidad era de $20,254. Alrededor del 5.4% de la población estaban por debajo del umbral de pobreza.